# Krasnodar-2
Futbolnyj Kłub «Krasnodar-2» (ros. Футбольный Клуб «Краснодар-2») – druga drużyna piłkarzy rosyjskiego klubu FK Krasnodar.

## Historia
W 2013 roku prezes FK Krasnodar Siergiej Galicki podjął decyzję o utworzeniu drużyny rezerw występującej na trzecim poziomie ligowym. 27 maja „Krasnodar-2” został oficjalnie przyjęty do rozgrywek PFL. W Drugiej Dywizji drużyna występowała w grupie południowej (Юг), zajmując trzecie miejsce w sezonie 2015/16.
Przed sezonem 2018/19 Krasnodar-2 został przyjęty do rozgrywek FNL (Pierwyj diwizion, drugi poziom ligowy) w związku z problemami licencyjnymi innych klubów.